# Amiota luguhuensis
Amiota luguhuensis är en tvåvingeart som beskrevs av Chen och Mahito Watabe 2005. Amiota luguhuensis ingår i släktet Amiota och familjen daggflugor. Inga underarter finns listade i Catalogue of Life.